# 小楷槭
小楷槭（学名：Acer komarovii）是无患子科槭属的植物。分布于朝鲜、俄罗斯以及中国大陆的辽宁、吉林等地，生长于海拔800米至1,200米的地区，多生长于疏林中，目前已由人工引种栽培。

## 异名
- Acer tschonoskii Maxim. var. rubripes Kom.